# وانفره

وانفره شهری در شهرستان دولوگو در استان بازگا در بورکینافاسوی مرکزی است و جمعیت آن ۲۹۰ نفر است.